# برج ولز فارگو برمینگم
برج ولز فارگو برمینگم، (به انگلیسی: Wells Fargo Tower) آسمان‌خراش ۳۴ طبقه به ارتفاع ۱۳۸ متر، با کاربری اداری-تجاری است، که در شهر برمینگم، آلاباما، ایالات متحده آمریکا مستقر می‌باشد. پروژه ساخت این ساختمان در سال ۱۹۸۳ آغاز شد و در سال ۱۹۸۶ تکمیل و افتتاح گردید. شعبه مرکزی ولز فارگو ایالت آلاباما در این ساختمان مستقر می‌باشد.